# William Simpson
William Simpson (Glasgow, 28 de agosto de 1823 - 17 de agosto de 1899) fue un artista británico y uno de los precursores del fotoperiodismo que dibujó escenas de la guerra para la prensa británica, particularmente de la Guerra de Crimea (1853-1856) para el Illustrated London News. También hizo dibujos del Maharaja de Kashmir.  

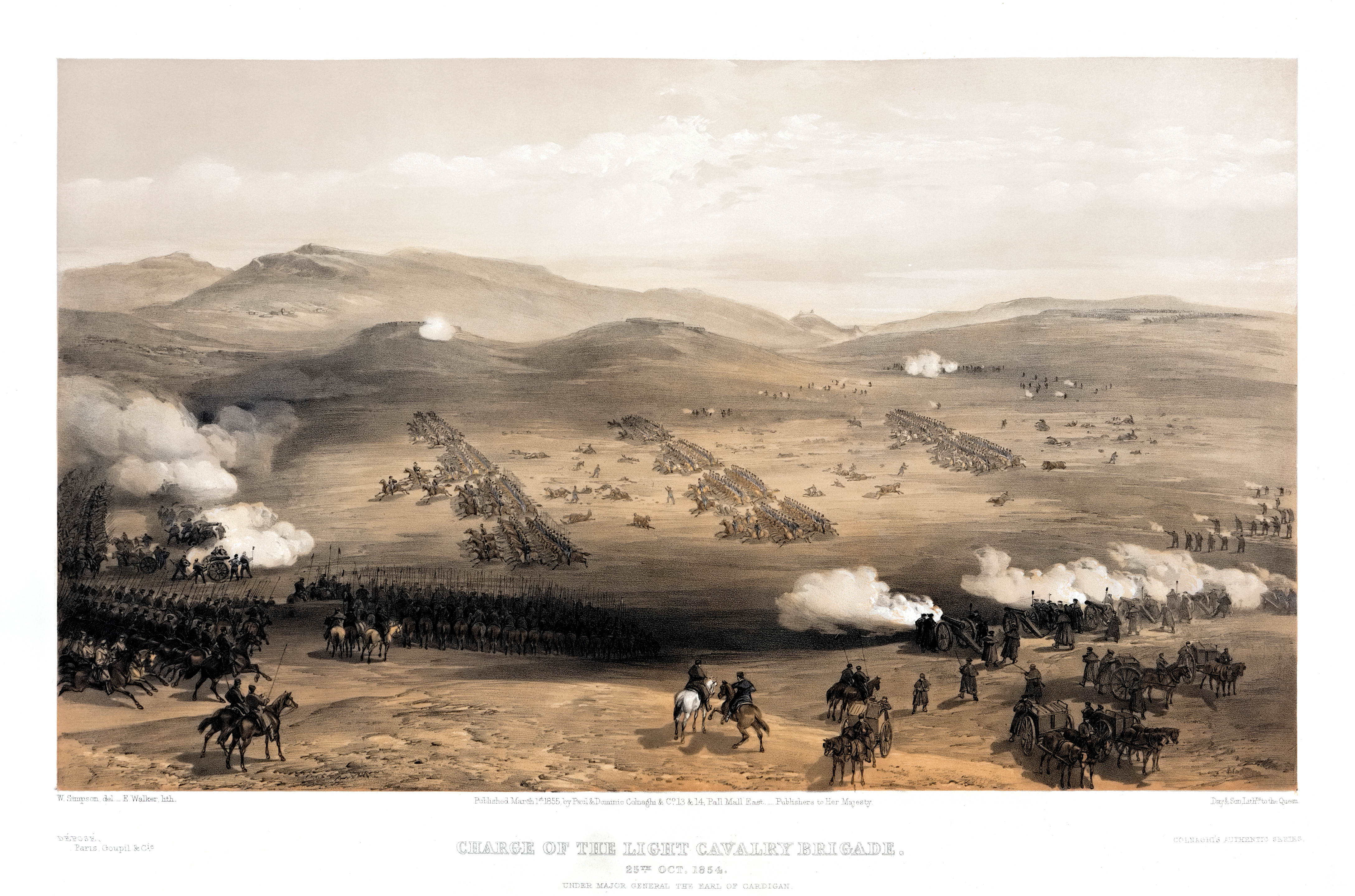
The Charge of the Light Brigade at Balaklava, de la Batalla de Balaclava, por William Simpson (1855).

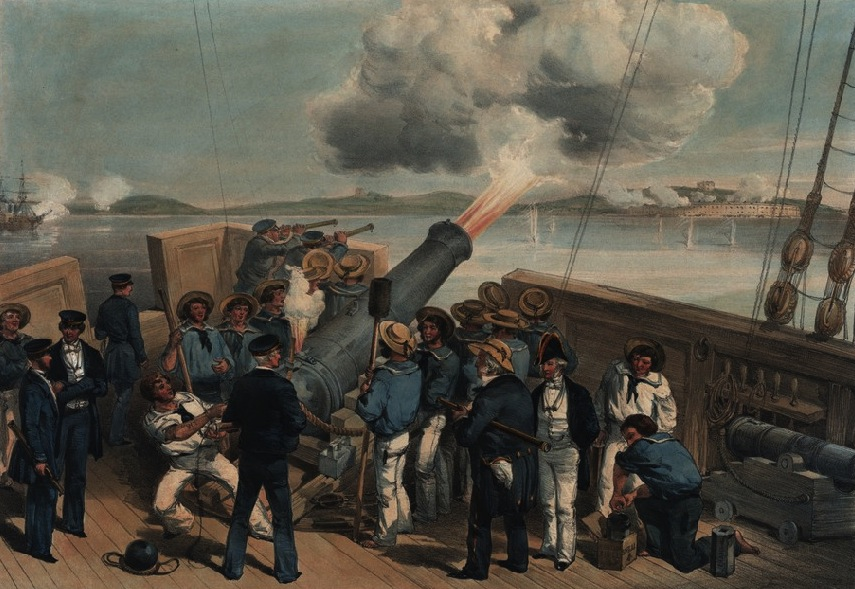
Batalla de Bomarsund; Litografía de The Seat of the War in the East.

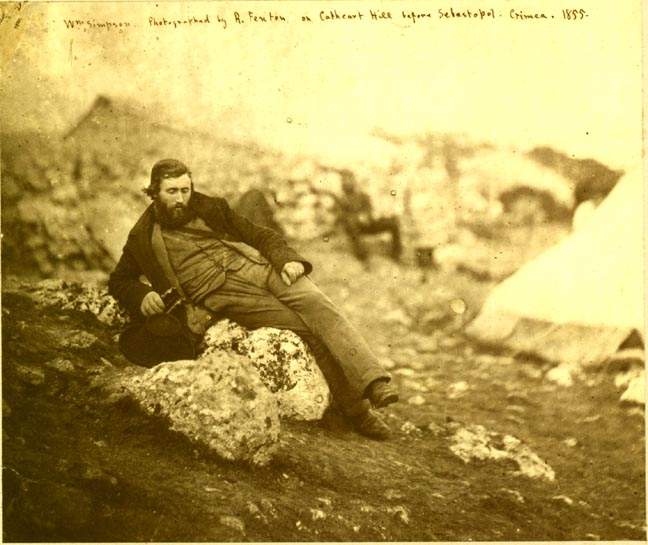
Cathecart Hill ante Sebastapol. Crimea. 1855.

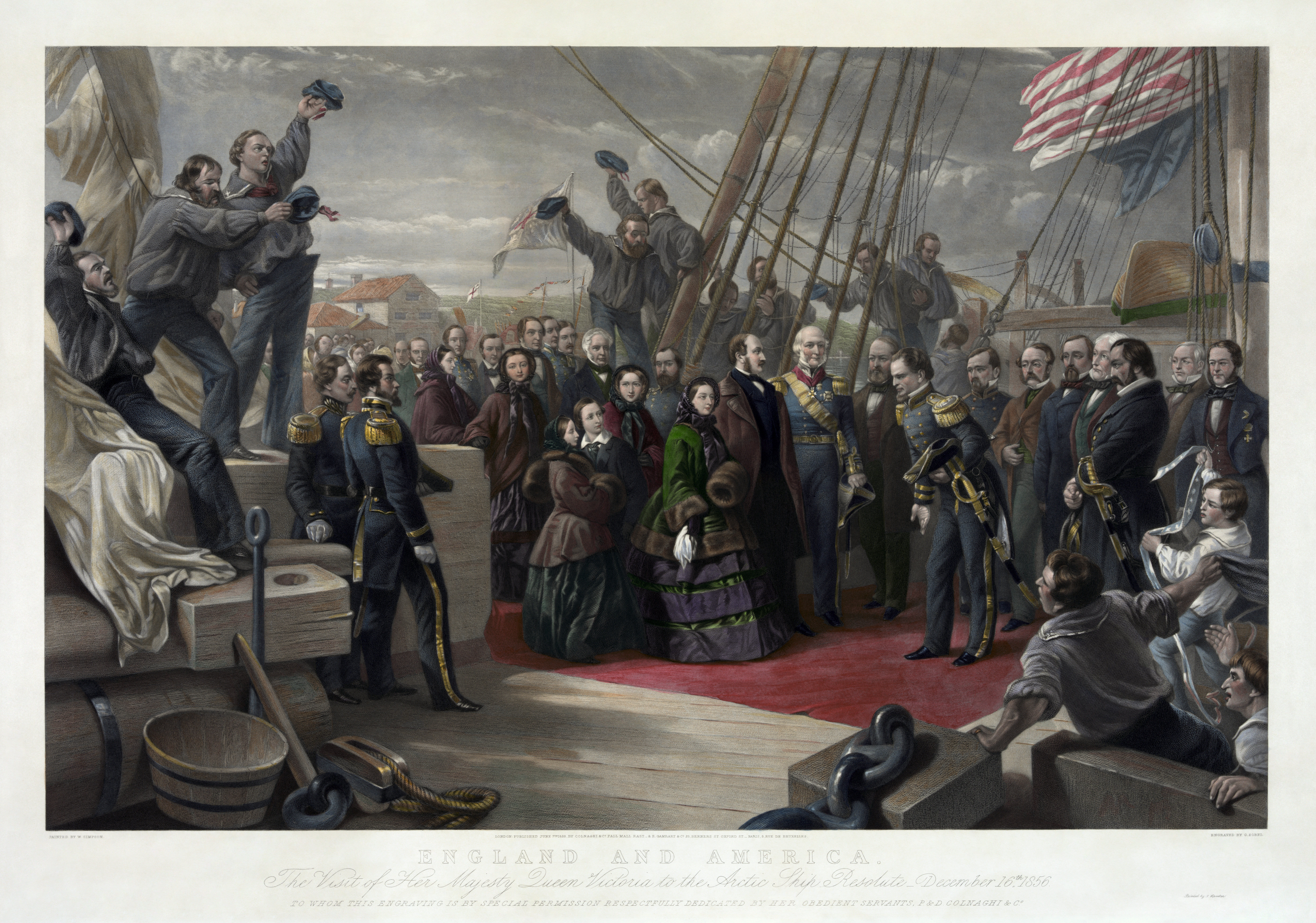
Otra de sus obras para la Colnaghis, mostrando la Reina Victoria, a quien está dedicada la imagen, visitando el HMS Resolute.

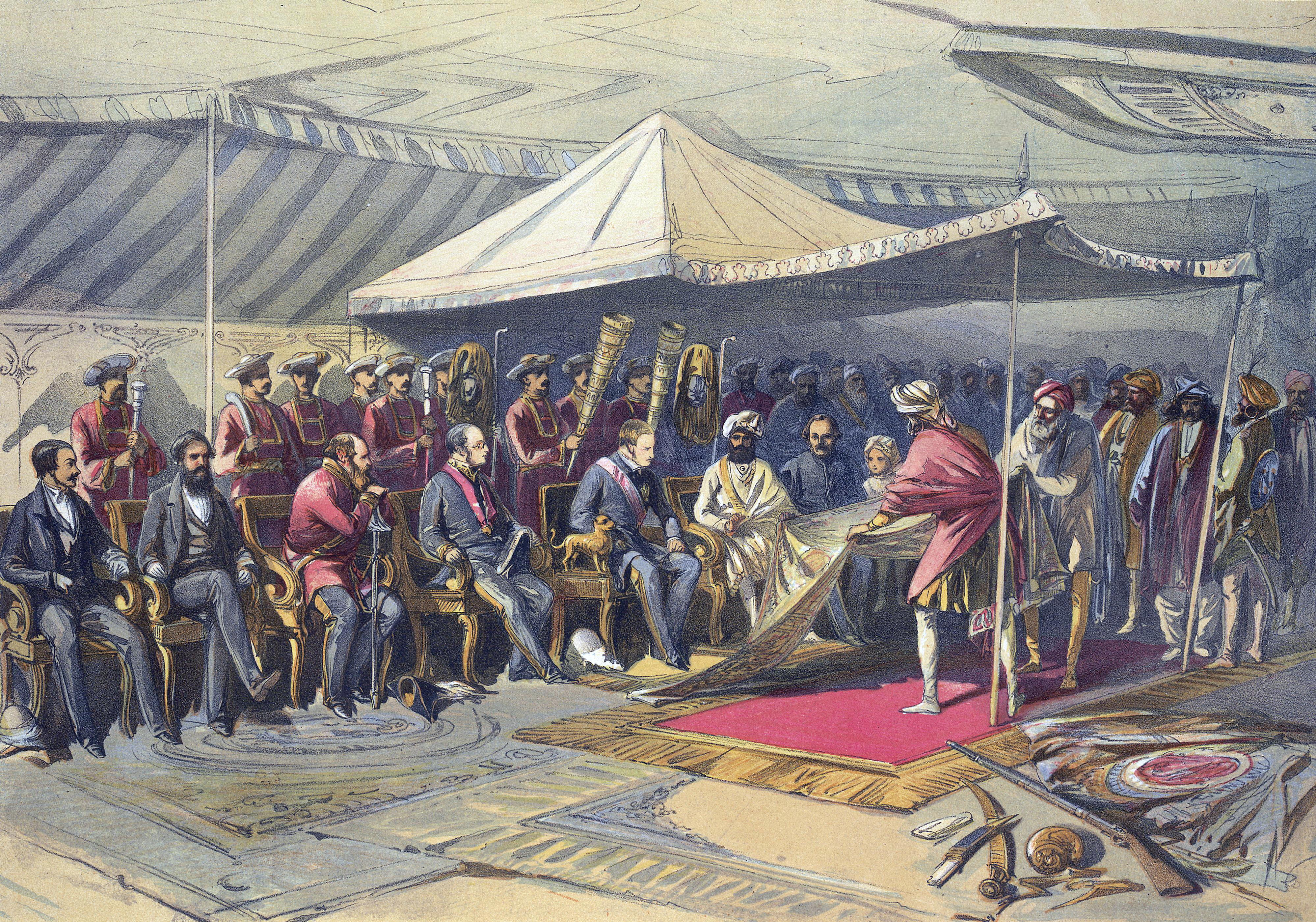
Regreso de la visita del Virrey al maharajá de Cachemira.

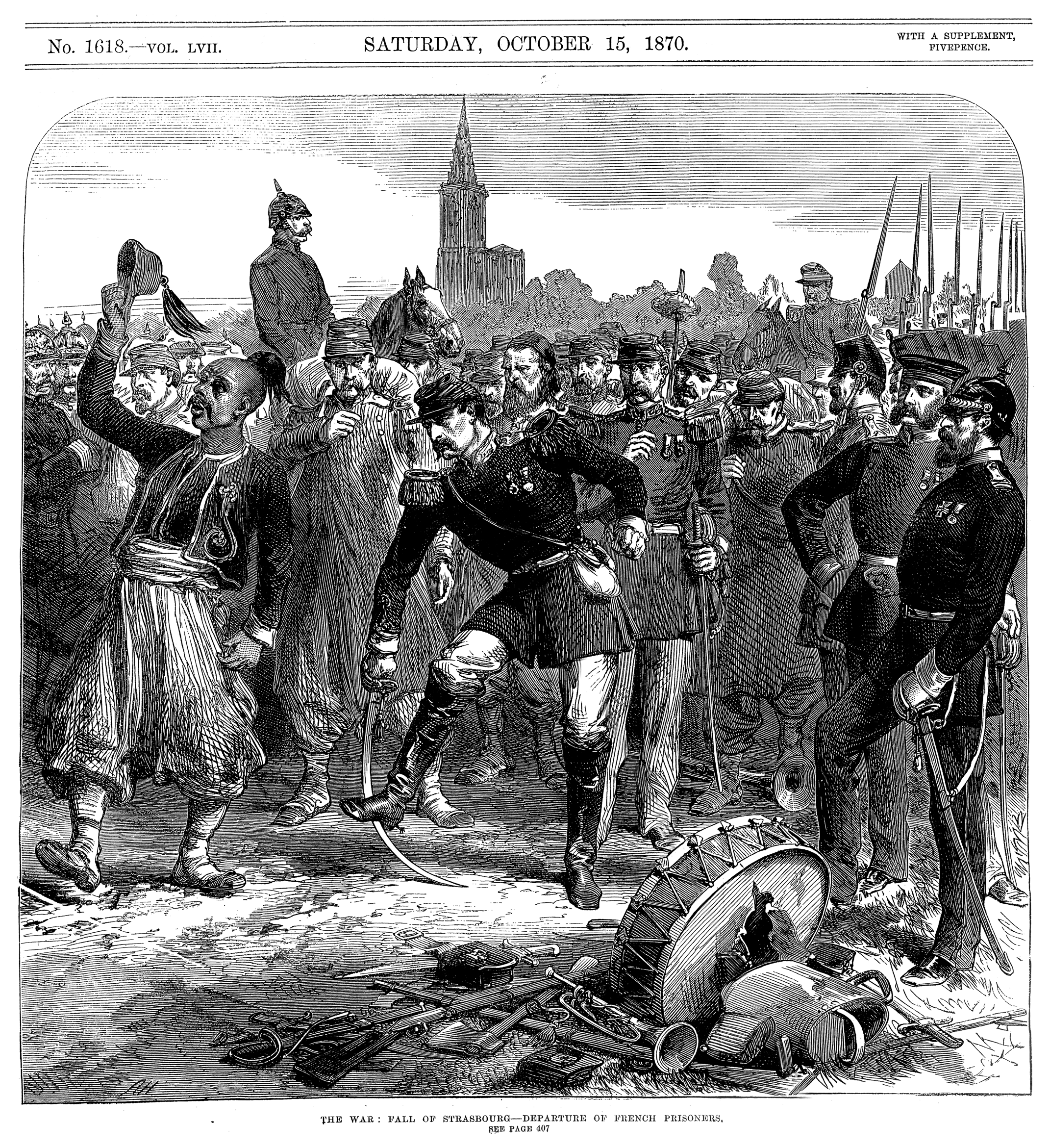
Asedio de Estrasburgo de 1870.

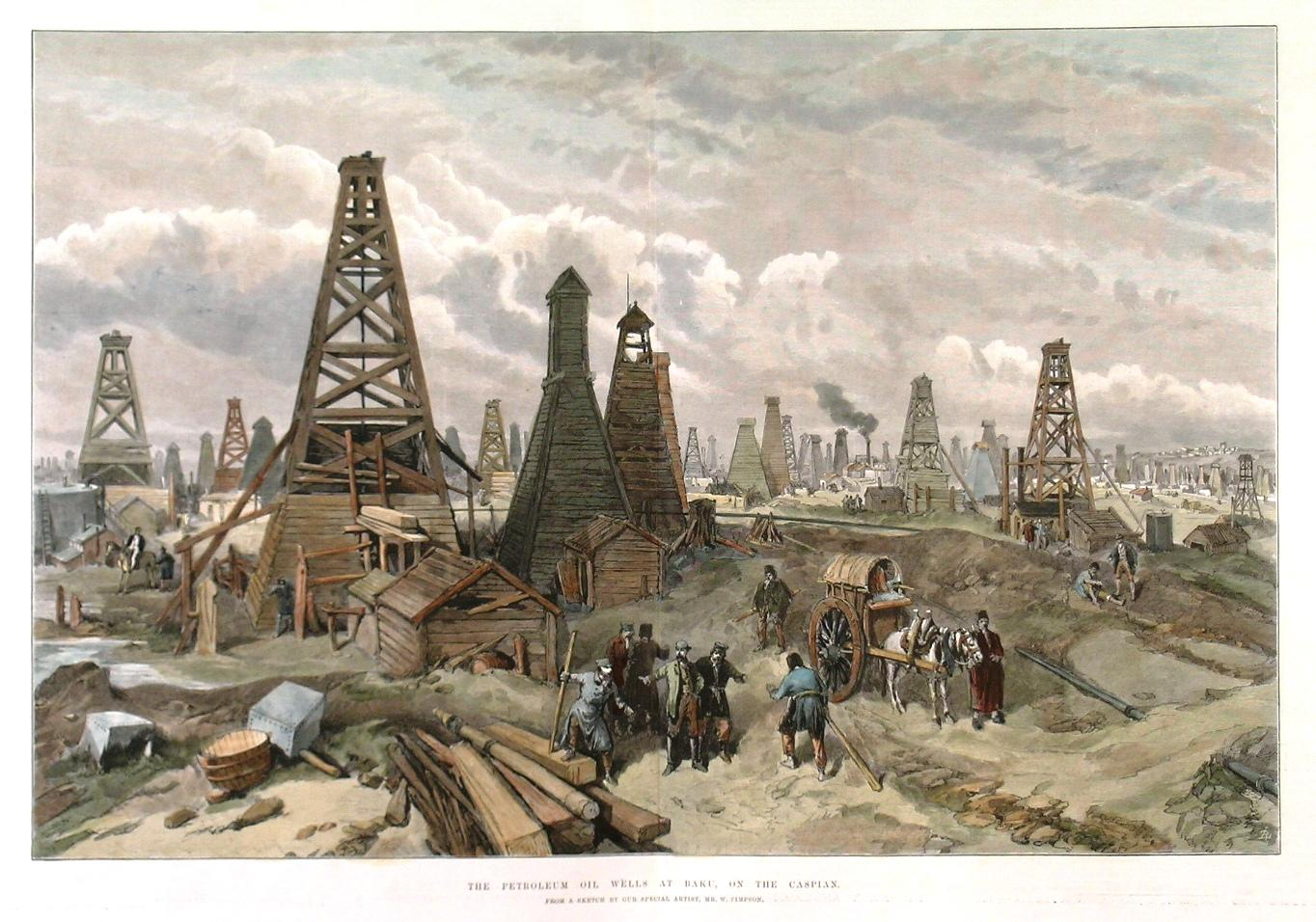
Pozos de petróleo en Bakú, en el Caspio.